# Matthew Špiranović
Matthew Špiranović (Geelong, 27. lipnja 1988.)  (Mate Špiranović) je australski nogometaš hrvatskog podrijetla. Igra na položaju braniča. U 2015. godini je potpisao za kineski Hangzhou Greentown.
Svojim igrama je privukao pozornost hrvatskih trenera i izbornikovog stožera.
Unatoč tome, u početku je izjavljivao Špiranović da neće igrati za Hrvatsku, nego za Australiju, u kojoj je i rođen.
Nu, jer ga australski izbornik nije nikako pozivao u australsku izabranu postavu, krenule su informacije iz hrvatskih krugova u Australiji da bi se Špiranović mogao priključiti Hrvatskoj. U 2008. godini je Špiranović debitirao za Australiju.